# Água de Beber
Água de Beber (qui peut être traduit en français par « De l'eau à boire ») est un standard de jazz de bossa nova composé par Antônio Carlos Jobim, et dont les paroles ont été écrites par Vinícius de Moraes. Il est tiré de l'album The Composer of Desafinado, Plays. À l'origine, la musique fut enregistrée en la mineur.

## Adaptations
Le titre, écrit en portugais à l'origine, a été adapté dans plusieurs langues, notamment l'anglais, l'allemand et le français.
La version française, écrite et interprétée par Pierre Barouh en 1965 s'intitule Ce n'est que de l'eau. Celle-ci fut interprétée dans le Sacha Show le 16 novembre 1966 par Pierre Barouh en duo avec Sacha Distel. Elle figure dans l'album Ça va, ça vient (1972) de Pierre Barouh et Sacha Distel l'interprète également dans son album Un amour, un sourire, une fleur..., paru en 1975.
L'adaptation en anglais, intitulée Water to Drink, a été écrite par Norman Gimbel, également en 1965. Elle a notamment été interprétée par Frank Sinatra et Ella Fitzgerald.

## Enregistrements notables
- Vinícius de Moraes - Philips 78 rpm (1961)
- Antônio Carlos Jobim - The Composer of Desafinado, Plays (1963)
- Astrud Gilberto (avec Jobim) - The Astrud Gilberto Album (1965)
- Sergio Mendes - Herb Alpert Presents Sergio Mendes & Brasil '66 (1966)
- La Lupe (avec Tito Puente) - Tú y Yo (1965)
- Frank Sinatra (avec Jobim) - Sinatra & Company (1967)
- Juan García Esquivel - The Genius of Esquivel (1967)
- Al Jarreau - Glow (1976)
- Ella Fitzgerald - Ella Abraça Jobim (1981) et Ella A Nice, Pablo (1971)
- Pierre Barouh - Ca va, ça vient (1972)
- Sacha Distel - Un amour, un sourire, une fleur... (1975)
- Astrud Gilberto (avec James Last et le James Last Orchestra) (1986)
- Joseph Portes - Agua de beber (1988)
- Eliane Elias - Eliane Elias plays Jobim (1989)
- Lee Ritenour - A Twist of Jobim (1997, divers artistes)
- Charlie Byrd - My Inspiration: Music of Brazil (1999)
- Quarteto Jobim Morelenbaum - Quarteto Jobim Morelenbaum (2000)
- Sophie Milman - Sophie Milman (2004)
- Meja - Mellow (2004)
- Ana Paula Lopes - Meu (2005)
- Tânia Maria - Intimidade (2005)
- David Benoit - Full Circle (2006)